# Котвич (герб)

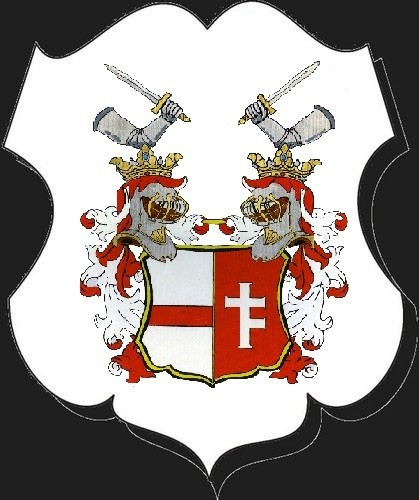
котвіч 2

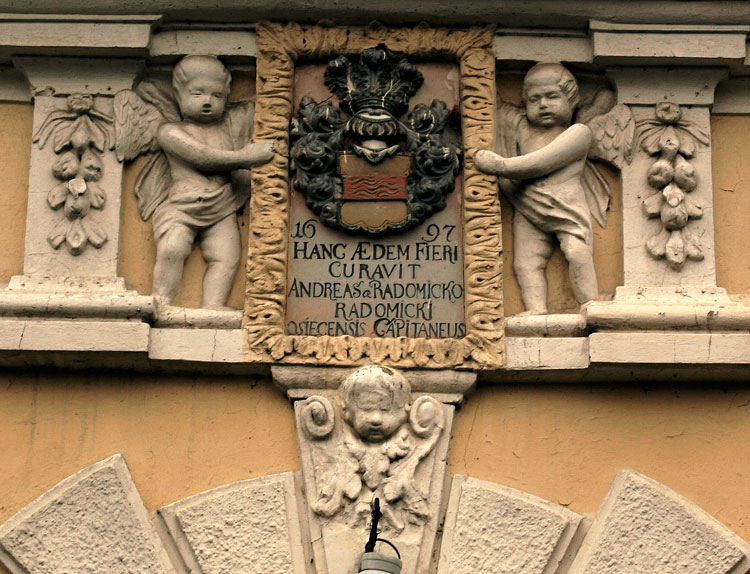
Палац у конажево-герб на фасаді

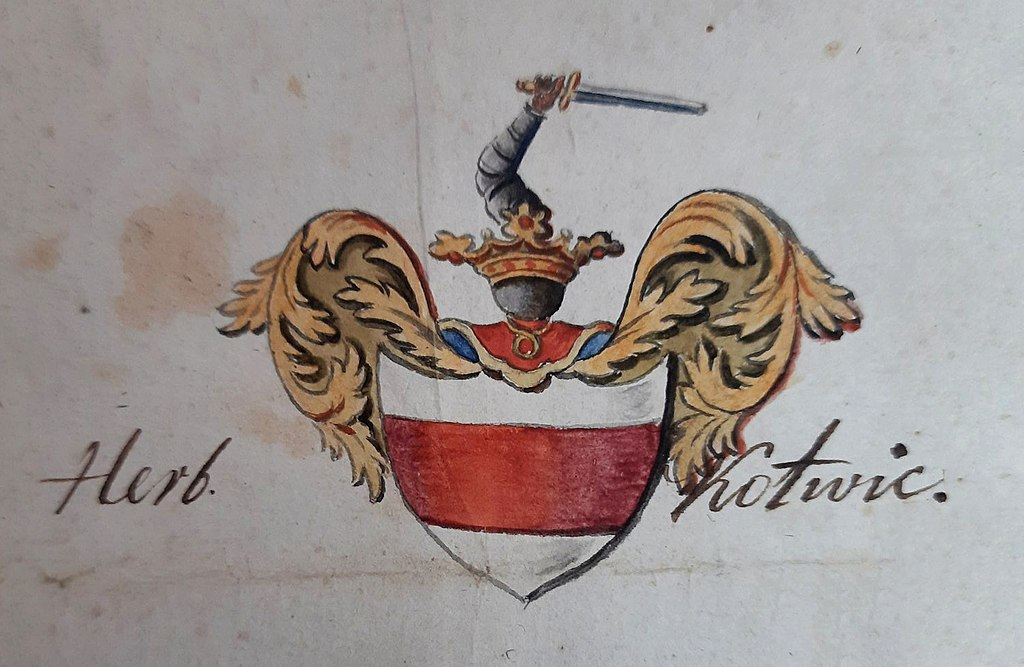
Смоличів,_Котвіч

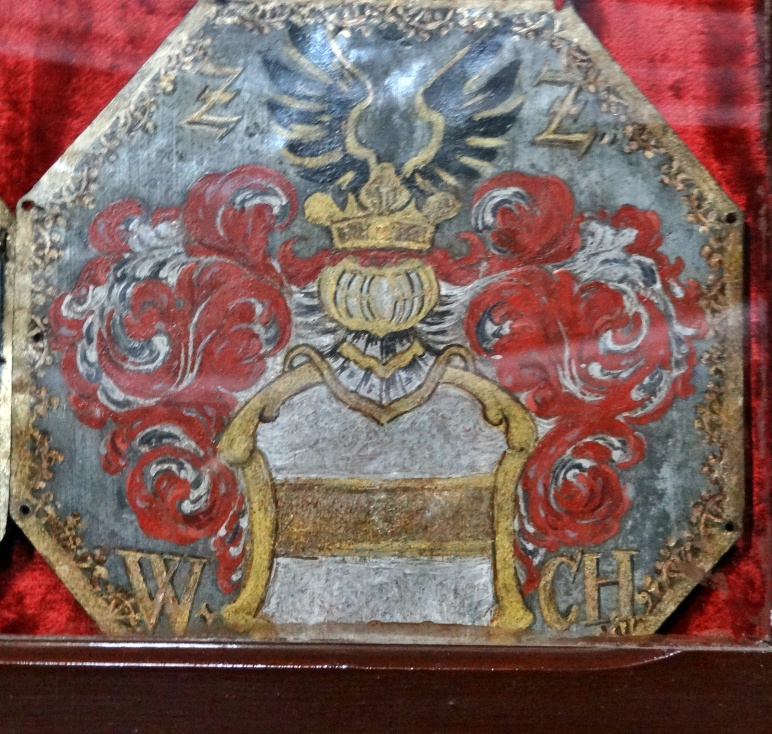
Різновид герба Котвича Ідентифікація послаблена тим, що в базовому варіанті Котвича середня смуга на щиті червона, а на клейноді має бути зображена озброєна рука з мечем. Варіація герба Котвич. Ідентифікація ускладнюється тим, що в базовій версії Котвіча центральний пояс на щиті червоний, а на гербі має бути озброєна рука з мечем.

Котвич (пол. Kotwicz, Ćwieki, Kotłicz, Kottwitz, Kotwic) —(різновид герба погоня) шляхетський герб сілезького походження, яким користувалися більш, ніж 70 родів Білорусі, України, Литви і Польщі, зокрема: Калячицькі, Котвицькі (Катвицькі), Котвич, Загурські, Крицькі, Ленкевичі, Родомицькі, Смолики, Струпинські, Товкачі, Потопальські та ін.

## Опис
Герб має в срібному полі червоний пояс. У нашоломку зображена закута в лати рука з оголеним мечем. 
Існують варіанти герба: 
- срібний пояс в червоному полі;
- чорний пояс в срібному полі;
- в клейноді — три страусячі пір'їни та інші.

## Історія
У Польщі відомий з 1281, пізніше дуже поширений у Великому князівстві Литовському.Прийнято вважати, що герб цей у XIII столітті перенесений з Австрії, після того, як звідти до Сілезії переселилися брати Ян і Генріх Понери (польськ. Pohnerami zwali się), які користувалися печаткою з таким гербом[1]. Найдавніший із збережених відбиток подібної печатки датується 1357 роком, найраніша документальна згадка самого герба - 1422.Пьотр Стшала з Сосновиць гербу Котвич - бургграф краківський у 1571-1588 рр., земський суддя Освенцімсько-Заторського князівства в 1564-1604 рр., депутат від Краківського воєводства на сеймиках 1566, 1567 рр. 1569 рік.
Був воєводою краківським у 1565-1573 роках.
Був підписантом акту Люблінської унії 1569 року.